# Macropharynx
Macropharynx es un género de fanerógamas de la familia Apocynaceae. Contiene  siete especies. Es originario de América tropical.

## Descripción
Son lianas; con tallos con secreción acuosa, glabrescentes o diminutamente pubescentes; coléteres interpeciolares inconspicuos. Hojas opuestas, eglandulares, sin coléteres en el nervio central del haz, sin domacios. Inflorescencias cimosas axilares, con pocas a muchas flores; brácteas y bractéolas conspicuas y foliáceas. Flores con un cáliz de 5 sépalos, iguales a subiguales, con un coléter solitario en la base de la cara adaxial; brácteolas dispuestas inmediatamente debajo del cáliz y semejando sépalos algunas veces; corola infundibuliforme o subhipocraterimorfa, corona anular ausente, pero con lóbulos coronales laciniados opuesto a cada antera, el tubo recto, algunas veces inflado sobre la posición de los estambres, glabrescente o diminutamente puberulenta, el limbo actinomorfo, la estivación dextrorsa; estambres incluidos, las anteras conniventes y aglutinadas a la cabeza estigmática; gineceo 2-carpelar, los óvulos numerosos; cabeza estigmática fusiforme, con un anillo basal; nectarios 5, separados o unidos en la base. Frutos en folículos apocárpicos, cilíndricos a subcilíndricos, continuos, usualmente pubescentes cuando jóvenes, glabrescentes con la edad; semillas truncadas, comosas en el ápice micropilar.

## Taxonomía
El género fue descrito por Henry Hurd Rusby y publicado en  Memoirs of The New York Botanical Garden 7: 327, t. 6. 1927. La especie tipo es: Macropharynx fistulosa Rusby

## Especies
- Macropharynx anomala Woodson
- Macropharynx fistulosa Rusby
- Macropharynx meyeri (Ezcurra) Xifreda
- Macropharynx renteriae A.H.Gentry
- Macropharynx spectabilis (Stadelm.) Woodson
- Macropharynx steyermarkii (Markgr.) J.F.Morales
- Macropharynx strigillosa Woodson